# Anna Rieser
Anna Rieser (* 12. Juni 1989 in Salzburg) ist eine österreichische Schauspielerin.

## Leben
Anna Rieser erhielt von 2012 bis 2016 ihre Schauspielausbildung am Mozarteum Salzburg unter der Leitung von Amélie Niermeyer. Ihr erstes Festengagement führte sie 2016 ans Landestheater Linz.
Seit der Spielzeit 20/21 ist Anna Rieser Ensemblemitglied am Volkstheater Wien unter der Leitung von Kay Voges.

## Filmografie (Auswahl)
- 2013: Mit besten Grüßen (Kurzfilm) Regie: Bernhard Wenger
- 2013: Die Detektive (Fernsehserie) Regie: Michael Riebl
- 2014: CopStories (Fernsehserie) Regie: Michi Riebl
- 2016: SOKO Kitzbühel (Fernsehserie, Folge: Rasant in den Tod) Regie: Martin Kinkel
- 2019, 2021: SOKO Donau (Fernsehserie) Regie: Sophie Allet-Coche
- 2020: Risse im Fundament Regie: Gerald Sommerauer/Eugenia Leis
- 2021: Stadtkomödie – Die Unschuldsvermutung, Regie: Michael Sturminger

## Theater (Auswahl)
- 2012: Der junge Hitler, Neue Bühne Villach, Regie: Manfred Lukas-Luderer
- 2015: Malala, Salzburger Landestheater, Regie: Astrid Großgasteiger
- 2016: Netboy, Theater der Jugend Wien, Regie: Frank Panhans
- 2016: Der Alpenkönig und der Menschenfeind, Landestheater Linz, Regie: Andreas von Studnitz
- 2017: SWAP – Wem gehört die Stadt?, Landestheater Linz, Regie: Hans-Werner Kroesinger
- 2017: Frühlings Erwachen, Landestheater Linz, Regie: Evgeny Titov
- 2018: Marat/Sade, Landestheater Linz, Regie: Katrin Plötner
- 2018: Dogville, Landestheater Linz, Regie: Stephan Suschke
- 2019: Bunbury – Ernst ist das Leben, Landestheater Linz, Regie: Matthias Rippert
- 2019: Brüderlein Fein, Raimundspiele Gutenstein, Regie: Nicole C. Weber
- 2019: Der Verschwender, Landestheater Linz, Regie: Georg Schmiedleitner
- 2019: Immer noch Sturm, Landestheater Linz, Regie: Stephanie Mohr
- 2020: Was geschah, nachdem Nora ihren Mann verlassen hatte – oder Stützen der Gesellschaften, Landestheater Linz, Rolle: Nora, Regie: Charlotte Sprenger
- 2021: Der Theatermacher, Volkstheater Wien, Rolle: Sarah / Bruscon, Regie: Kay Voges
- 2021: Jedermann, Salzburger Festspiele, Rolle: Des Schuldknechts Weib, Regie: Michael Sturminger
- 2021: Einsame Menschen, Volkstheater Wien, Rolle: Käthe Vockerat, Regie: Jan Friedrich
- 2022: Ach Sisi —Neunundneunzig Szenen, Volkstheater Wien, Regie: Rainald Grebe
- 2022: Zertretung — 2. Sprache essen Abgott auf oder Du arme Drecksfut Metzger von Lydia Haider, Regie Claudia Bossard
- 2022: Rote Sonne, Volkstheater Wien, Regie: Christine Gaigg
- 2023: In den Alpen // Après les Alpes, Volkstheater Wien, Regie: Claudia Bossard
- 2023: Black Flame – A Noise Essay, Volkstheater Wien, Regie: Manuela Infante
- 2023: Du musst dich entscheiden. Volkstheater Wien, Regie: Kay Voges
- 2023: Prima Facie, Soloabend, Volkstheater Wien, Regie: Laura N. Junghanns
- 2023: Die Inkommensurablen nach dem Roman von Raphaela Edelbauer, Volkstheater Wien, Regie: Nils Voges

## Auszeichnungen und Nominierungen
- 2015: Ensemblepreis beim Theatertreffen deutschsprachiger Schauspiel Studierender für Camelot, Regie: Niklaus Helbling[2]
- 2019: Nestroy-Theaterpreis in der Kategorie Bester Nachwuchs für die Rolle der Grace in Dogville am Landestheater Linz.[3][4]
- 2022: Verleihung des Nestroy-Theaterpreises 2022: Nominierung in der Kategorie Beste Schauspielerin für die Rolle der Käthe in Einsame Menschen am Volkstheater Wien.
- 2024: Verleihung des Nestroy-Theaterpreises 2024: Nominierung in der Kategorie Beste Schauspielerin für Prima Facie am Volkstheater/Dunkelkammer[5]